# Massimo Agostini
Massimo Agostini, né le 20 janvier 1964 à Rimini, est un footballeur italien international de beach soccer. Il évolue au poste d'attaquant avant de se reconvertir entraîneur.

## Biographie

### Entraineur (depuis 2004)
Début 2009, alors qu'il entraine déjà le SS Murata, Massimo Agostini devient sélectionneur de l'équipe espoirs de Saint-Marin en succédant à Giuseppe Canini. Il reste à ce poste un an, le quittant en février 2010 en désaccord avec la fédération nationale.

## Palmarès

### Football
SS Murata
- Champion de Saint-Marin en 2006 et 2007
- Vainqueur de la Coupe de Saint-Marin en 2007
- Vainqueur de la Supercoupe de Saint-Marin en 2006

Meilleur buteur de Serie B en 1994
 Parme FC
- Vainqueur de la Coupe d'Italie en 1992

 AC Milan
- Vainqueur de la Coupe intercontinentale en 1990
- Vainqueur de la Supercoupe de l'UEFA en 1990

### Beach soccer
Cavalieri del Mare
- Champion d'Italie en 2004 et 2005
- Vainqueur de la Supercoupe d'Italie en 2005

 Italie
- Vainqueur de l'Euro Beach Soccer League en 2005